# Nosema apis
Nosema apis (von altgr. nosos ‚Krankheit‘ und lat. apis ‚Biene‘) ist ein parasitisch bei der Westlichen Honigbiene vorkommender Einzeller aus der Abteilung der Microsporidien. Er befällt das Epithel des Magens und Mitteldarms und verursacht die Nosemose.

## Merkmale
Die Sporen von N. apis sind oval, 4 bis 6 µm lang und 2 bis 4 µm breit. Der Polfaden ist 250 bis 400 µm lang.

## Lebenszyklus
Alle Entwicklungsstadien des Erregers sind zweikernig. Durch ständige Zweiteilung der Mutterzellen (Meronten) entstehen zahlreiche Tochterzellen, bis die Wirtszelle gänzlich ausgefüllt ist und zerfällt. Dadurch kommt es zur Freisetzung der Sporen, die dann benachbarte Zellen befallen (Autoinfektion) oder mit dem Kot ausgeschieden werden.